# Campionati europei di ciclismo su strada - Staffetta mista
La Staffetta mista Uomini/Donne è uno degli eventi che si disputano durante i campionati europei di ciclismo su strada. La prima edizione riservata ai professionisti risale al 2019.

## Albo d'oro
Aggiornato all'edizione 2024 .
| Anno | Vincitore                                                                                                  | Secondo                                                                                                  | Terzo |
| ---- | --- | --- | --- |
| 2019 | Paesi Bassi Koen Bouwman Floortje Mackaij Riejanne Markus Bauke Mollema Amy Pieters Ramon Sinkeldam        | Germania Lisa Brennauer Lisa Klein Mieke Kröger Marco Mathis Jasha Sütterlin Justin Wolf                 | Italia Edoardo Affini Manuele Boaro Vittoria Guazzini Elisa Longo Borghini Davide Martinelli Silvia Valsecchi          |
| 2020 | Germania Lisa Brennauer Miguel Heidemann Michel Hessmann Lisa Klein Mieke Kröger Justin Wolf               | Svizzera Stefan Bissegger Elise Chabbey Robin Froidevaux Claudio Imhof Marlen Reusser Kathrin Stirnemann | Italia Edoardo Affini Liam Bertazzo Vittoria Bussi Elena Cecchini Vittoria Guazzini Davide Plebani                     |
| 2021 | Italia Marta Cavalli Elena Cecchini Alessandro De Marchi Filippo Ganna Elisa Longo Borghini Matteo Sobrero | Germania Tanja Erath Miguel Heidemann Mieke Kröger Corinna Lechner Max Walscheid Justin Wolf             | Paesi Bassi Koen Bouwman Jos van Emden Floortje Mackaij Bauke Mollema Amy Pieters Demi Vollering                       |
| 2023 | Francia Juliette Labous Bruno Armirail Rémi Cavagna Cédrine Kerbaol Benjamin Thomas Audrey Cordon-Ragot    | Italia Edoardo Affini Mattia Cattaneo Elena Cecchini Vittoria Guazzini Matteo Sobrero Soraya Paladin     | Germania Lisa Klein Mieke Kröger Max Walscheid Jannik Steimle Franziska Koch Miguel Heidemann                          |
| 2024 | Italia Mattia Cattaneo Elena Cecchini Vittoria Guazzini Mirco Maestri Gaia Masetti Edoardo Affini          | Germania Jannik Steimle Max Walscheid Nils Politt Mieke Kröger Franziska Koch Lisa Klein                 | Belgio Alana Castrique Marion Norbert Riberolle Noah Vandenbranden Victor Vercouillie Jesse Vandenbulcke Edward Theuns |

## Medagliere
| Pos.   | Nazione     | Oro | Argento | Bronzo | Totale |
| ------ | ----------- | --- | ------- | ------ | ------ |
| 1      | Italia      | 2   | 1       | 2      | 5      |
| 2      | Germania    | 1   | 3       | 1      | 5      |
| 3      | Paesi Bassi | 1   | 0       | 1      | 2      |
| 4      | Francia     | 1   | 0       | 0      | 1      |
| 5      | Svizzera    | 0   | 1       | 0      | 1      |
| 5      | Belgio      | 0   | 0       | 1      | 1      |
| Totale | Totale      | 5   | 5       | 5      | 15     |